# Oumar Niasse
Baye Oumar Niasse (Ouakam, 18 april 1990) is een Senegalees voetballer die doorgaans als aanvaller speelt. Hij tekende in februari 2016 bij Everton. In hetzelfde jaar debuteerde hij in het Senegalees voetbalelftal.

## Clubcarrière
Niasse kwam in eigen land uit voor US Ouakam. In 2012 werd hij uitgeleend aan het Noorse SK Brann. In augustus 2013 trok hij naar het Turkse Akhisar Belediyespor. Tijdens het seizoen 2013/14 maakte de aanvaller twaalf doelpunten in 34 competitiewedstrijden in de Süper Lig. Zijn prestaties leverden hem in juli 2014 een transfer op naar Lokomotiv Moskou, dat 5,5 miljoen euro veil had voor de Senegalese international. Op 10 augustus 2014 debuteerde hij in de Premjer-Liga tegen Arsenal Toela. Op 13 september 2014 maakte Niasse zijn eerste competitietreffer voor Lokomotiv Moskou, tegen Mordovia Saransk. In 2015 won hij de beker met Lokomotiv Moskou.

## Clubstatistieken
| Seizoen | Club                 | Competitie     | Duels | Doelp. |
| ------- | -------------------- | -------------- | ----- | ------ |
| 2007/08 | US Ouakam            | Ligue 1        | ?     | ?      |
| 2008/09 | US Ouakam            | Ligue 1        | ?     | ?      |
| 2009/10 | US Ouakam            | Ligue 1        | ?     | ?      |
| 2010/11 | US Ouakam            | Ligue 1        | ?     | ?      |
| 2011/12 | US Ouakam            | Ligue 1        | ?     | ?      |
| 2011/12 | → SK Brann           | Tippeligaen    | 3     | 0      |
| 2012/13 | US Ouakam            | Ligue 1        | ?     | ?      |
| 2013/14 | Akhisar Belediyespor | Süper Lig      | 34    | 12     |
| 2014/15 | Lokomotiv Moskou     | Premjer-Liga   | 13    | 4      |
| 2015/16 | Lokomotiv Moskou     | Premjer-Liga   | 15    | 8      |
| 2015/16 | Everton              | Premier League | 5     | 0      |
| 2016/17 | Everton              | Premier League | 0     | 0      |
| 2016/17 | → Hull City          | Premier League | 17    | 4      |
| 2017/18 | Everton              | Premier League | 22    | 8      |
| 2018/19 | Everton              | Premier League | 5     | 0      |
| 2018/19 | → Cardiff City       | Premier League | 13    | 4      |
| 2019/20 | Everton              | Premier League | 0     | 0      |

## Interlandcarrière
In 2014 debuteerde hij voor Senegal. Op 25 mei 2014 maakte hij twee treffers in een oefeninterland tegen Kosovo.